# Københavns Amt
Københavns Amt a fost până la 1 ianuarie 2007 un amt în Danemarca, situat pe insula Zelanda, fiind format din zona metropolitană a capitale Copenhaga